# 小山留生
小山 留生（こやま るい、1990年9月17日 - ）は、日本のモデル、タレント。神奈川県横浜市出身。ABP inc.所属。

## 略歴
- 2007年スカウトをきっかけにデビュー。
- 2008年4月からファッション誌Cawaii!のモデルに抜擢。
- 2009年3月、Cawaii!卒業と同時に雑誌SCawaii!のレギュラーモデルとなる。
- 歌手としても活動を広げ、活動開始10ヶ月でライブやイベントに100回以上出演をし、テレビ、ラジオ、MC、多方面で活躍するマルチタレントとなる。
- 2012年RUIプロジェクトが始動。サウンドプロデューサー井手コウジと出会い”RUI”名義でボーカルを担当。ダブステップやエレクトロハウスといったダンスミュージックを取り入れ、本格的に音楽活動を始める。
- 2013年IT'S DEMO渋谷センター街店とのコラボ限定CDを発売。アパレルブランド3rd by VANQUISHのイメージモデルに抜擢されるなど、エレクトロクラブシーン、ファッションブランドシーンで注目される。
- 2014年5月ファーストフルアルバム「Redberyl」をリリース。
- 2014年11月からダブステップ・ベースミュージックのDJ活動も始める。

## ディスコグラフィ

### CD
- IT'S DEMO 渋谷センター街店コラボCD 「IT'S RUI」（2015年）
- フルアルバム「Redberyl」（2016年）